# Пол Макдональд
Пол Макдональд (англ. Paul MacDonald, нар. 8 січня 1960, Окленд) — видатний новозеландський веслувальник на байдарках, триразовий олімпійський чемпіон (двічі 1984 рік, 1988 рік), срібний (1988 рік) та бронзовий (1988 рік) призер Олімпійських ігор, триразовий чемпіон світу.

## Кар'єра
Ієн Фергюсон народився 8 січня 1960 року в місті Окленд.
У 1982 році виграв срібну нагороду чемпіонату світу на дистанції 500 метрів у складі байдарки двійки разом з Аланом Томпсоном. На Олімпійських іграх 1984 року Макдональд виступав на цій дистанції разом з Ієном Фергюсоном, та став олімпійським чемпіоном. Ще одне олімпійське золото він здобув у заїзді байдарок-четвірок на дистанції 1000 метрів (окрім Макдональда в складі екіпажу були: Фергюсон, Бремвелл та Томпсон). 
У 1985 році вперше в кар'єрі став чемпіоном світу, вигравши разом з Фергюсоном дистанцію 500 метрів. Через два роки також став чемпіоном світу в складі байдарки-двійки, але на дистанції 1000 метрів, тоді як на дистанції 500 метрів виграв срібну медаль. Окрім цього Макдональд виграв золото чемпіонату світу на дистанції 500 метрів. На Олімпійських іграх 1988 року спортсмену вдалося захистити титул олімпійського чемпіона у байдарках-двійках на дистанції 500 метрів. Окрім цього Макдональд став срібним призером у байдарках-двійках на дистанції 1000 метрів, а також бронзовим в одиночному заїзді на 500 метрів. 
Останнім вагомим досягненням спортсмена стала срібна медаль чемпіонату світу 1990 року в байдарках-двійках на 10000 метрів. Олімпійські ігри 1992 року, що проходили у Барселоні стали для спортсмена останніми у кар'єрі. На них він знову виступав разом з Ієном Фергюсоном у байдарках-двійках, однак показати вагомий результат вони не зуміли ні на дистанції 500 метрів (вибули у півфіналі), ні на дистанції 1000 метрів (8 місце у фіналі).

## Виступи на Олімпійських іграх
| Олімпіада         | Дисципліна                     | Місце     |
| ----------------- | ------------------------------ | --------- |
| Лос-Анджелес 1984 | байдарки-двійки, 500 метрів    | 1         |
| Лос-Анджелес 1984 | байдарки-четвірки, 1000 метрів | 1         |
| Сеул 1988         | байдарки-одиночки, 500 метрів  | 3         |
| Сеул 1988         | байдарки-двійки, 500 метрів    | 1         |
| Сеул 1988         | байдарки-двійки, 1000 метрів   | 2         |
| Барселона 1992    | байдарки-двійки, 500 метрів    | 6 h2 r3/4 |
| Барселона 1992    | байдарки-двійки, 1000 метрів   | 8         |